# Nordstrand IF
 (juin 2020).
Le Nordstrand Idrettsforening (ou Nordstrand IF) est un club omnisports norvégien basé à Nordstrand, quartier de la ville d'Oslo. Il est notamment connu pour sa section de handball, mais possède également des sections de football et de ski alpin.

## Section féminine de handball
Le club a notamment remporté deux Coupes de Norvège et un titre de champion de Norvège au début des années 2000 mais subit depuis la domination du Larvik HK.

### Palmarès
compétitions internationales
- Coupe d'Europe des vainqueurs de coupe
  - finaliste (1) : 2001

compétitions nationales
- Championnat de Norvège
  - Vainqueur (2) : 1988, 2004
  - Deuxième (5) : 1976, 1987, 1989, 2002, 2003
- Coupe de Norvège
  - Vainqueur (2) : 1988, 2002
  - Finaliste (4) : 2000, 2001, 2003, 2004

### Section masculine de handball
- championnat de Norvège (2) : vainqueur en 1960 et 1961